# Agència Tributària Valenciana
L'Agència Tributària Valenciana (ATV) és un organisme autònom de la Generalitat Valenciana adscrit a la Conselleria d'Hisenda, Economia i Administració Pública. És l'ens encarregat de l'aplicació dels tributs propis de la Generalitat, així com d'aquells cedits per l'Estat. També compta amb altres funcions sancionadores i administratives.

## Història

Logotip de l'Insititut Valencià d'Administració Tributària, precedent de l'actual Agència Tributària Valenciana

L'Agència Tributària Valenciana té el seu origen en l'Institut Valencià d'Administració Tributària (IVAT), creat per la Llei 7/2014, de 22 de desembre, de mesures fiscals, de gestió administrativa i financera, i d’organització de la Generalitat, d'acord amb el que preveia la reforma estatutària del 2006. El Consell va aprovar, per decret, l'Estatut de l'IVAT el 29 de maig de 2015, i al desembre es va publicar l'ordre de posada de funcionament de l'Institut, que començava les seues funcions el 1r de gener de 2016.
Una de les primeres resolucions de l'ens va ser aprovar la gestió telemàtica dels tributs, permetent als valencians gestionar-los a través d'Internet. Per resolució de 4 de juliol de 2016 (modificada successivament de manera parcial), la conselleria d'Hisenda i Model Econòmic va delegar diverses competències en els òrgans de l'IVAT. Aquell mateix any, es va modificar l'Estatut de l'Institut.
Amb la Llei 27/2018, de 27 de desembre, de mesures fiscals, de gestió administrativa i financera i d'organització de la Generalitat, la denominació de l'organisme va passar a ser Agència Tributària Valenciana. El nou Estatut de l'ATV es va aprovar en gener de 2019.